# نبرد توشوجی
نبرد توشوجی (به ژاپنی: 東勝寺合戦 とうしょうじがっせん)، نبرد نهایی شورش گنکو بود که در کاماکورا، ولایت ساگامی (شهر کاماکورای کنونی) در سال ۱۳۳۳ (سال سوم گنکو، سال دوم شوهی (دوره)) در پایان دوره کاماکورا رخ داد. افراد اصلی که در معبد توشوجی همراه با هوجو تاکاتوکی خودکشی کردند هوجو نوریسادا، هوجو سادآکی و هوجو ایه‌توکی از خاندان هوجو بودند. نویسندگان نیز عبارتند از ستسو نو چیکاآکی و ستسو نو تاکائو چیکا، پدر و پسر. آداچی توکی‌آکی و دیگران هستند. گفته می‌شود که تعداد کل افرادی که خودکشی کردند بیش از ۸۷۰ نفر بود که شامل ۲۸۳ نفر از خانواده هوجو، ملازمان و سربازانی که به دنبال آنها بودند، اما تصور می‌شود که این یک اغراق ادبی است. آندو سیشو و دیگران نیز پس از اطلاع از خودکشی تاکاتوکی، توصیه به تسلیم شدن را رد کردند و در شهر دست به خودکشی زدند.
شوگون‌سالاری کاماکورا در نبرد نهایی شورش گنکو نابود. این سرانجام جنبشی که برای سرنگونی شوگون سالاری در سال ۱۳۳۱ آغاز شد (سال اول گنکو، سال سوم گنتوکو).
معبد توشوجی در کاسای گایا (کوماچی، شهر کاماکورا) قرار داشت. معبد توشوجی معبد خانوادگی خاندان هوجو است که توسط شیکن سوم، هوجو یاسوتوکی، به عنوان بنیان‌گذار معبد تأسیس شد.
در شمال مکان تاریخی فعلی معبد توشوجی، برجی به نام «هاراکیری یاگورا» وجود دارد. در حفاری در محوطه تاریخی توشوجی کاشی‌هایی با سه فلس روی آنها یافت شد، اما هیچ بقایایی یافت نشد و گمان می‌رود که اجساد توسط گروه
نیتتا یوشی‌سادا (فاتح کاماکورا) یا راهبان فرقه جی-شو از بین رفته است.